# Argyrogramma oo
Argyrogramma oo är en fjärilsart som beskrevs av Stoll 1782. Argyrogramma oo ingår i släktet Argyrogramma och familjen nattflyn. Inga underarter finns listade i Catalogue of Life.